# Jan Filip (historien)
Pour les articles homonymes, voir Jan Filip (homonymie).
Jan Filip (né le 25 décembre 1900 à Chocnějovice - mort le 30 avril 1981 à Prague) fut un archéologue tchécoslovaque spécialisé dans la Préhistoire.